# Karagiozis

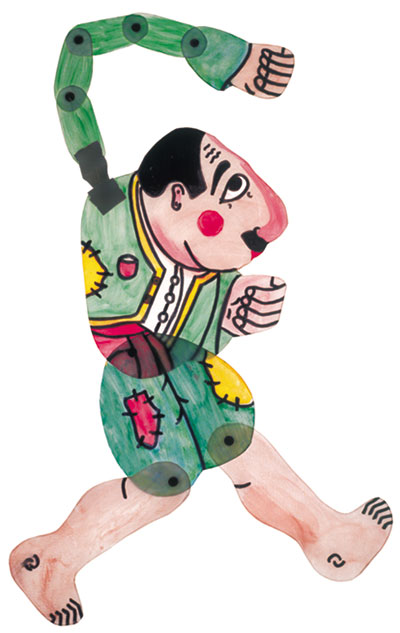
Karagiozis

Karagiozis är en fiktiv figur i grekisk skuggteater. Den handlar om den fattiga greken Karagiozis som driver med folk och gör det mesta för att få mat och pengar. Rollerna Karagiozis och Haciavatis är baserade på huvudrollerna i den turkiska skuggteatern Karagöz ve Hacivat men med tiden har det uppkommit flera karaktärer till den grekiska versionen. Andra karaktärer är farbror Giorgios som är en tzolias (grekisk soldat), Karagiozis tre busiga barn, Paschan som ofta delar ut uppdrag och Omorfonyos som är väldigt fåfäng men de flesta tycker inte att han är snygg. Pjäserna inleds ofta med att Karagiozis presenterar pjäsen för publiken och pratar med sina tre barn, oftast om vad de har gjort på skolan, men de busar med honom. Sedan får Karagiozis kompis Haciavatis ett uppdrag av paschan och tar med sig Karagiozis, som vill ha pengar, på uppdraget. Karagiozis är mycket populär i Grekland och spelas ofta i de flesta städer.